# Agatunet
Agatunet ist ein Freilichtmuseum mit 30 denkmalgeschützten und in situ erhaltenen Häusern in der Gemeinde Ullensvang im westnorwegischen Fylke Vestland. Das Museum befindet sich nördlich von Odda und südlich von Utne auf der Westseite des Sørfjords in inneren Hardangerfjord.

## Geschichte

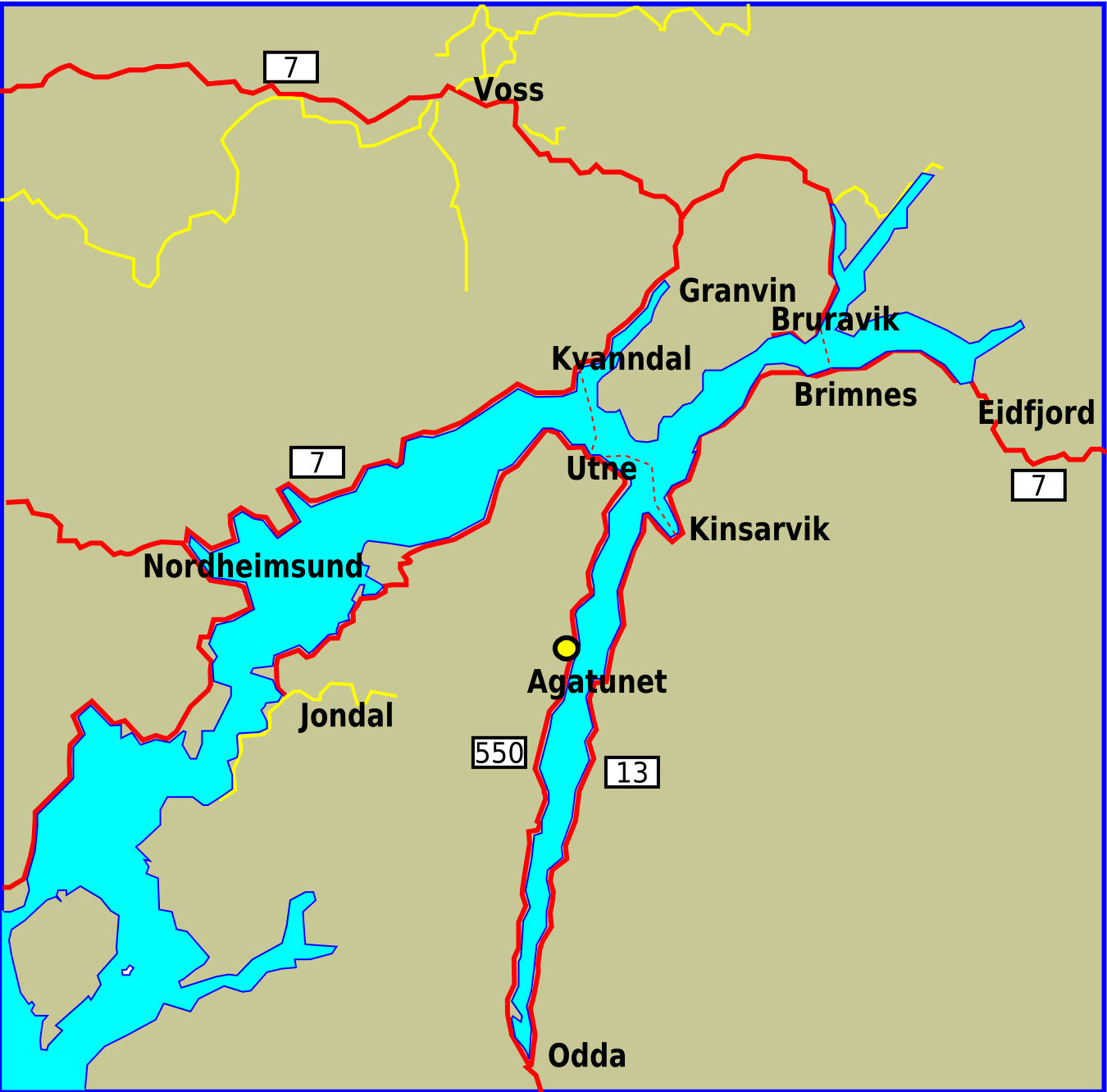
Agatunet in Sørfjorden, Ullensvang

Aga war ein traditioneller Adelssitz. Mehrere Grabhügel zeugen von einer sehr frühen Besiedelung. Die Hofstelle war eine der größten im Hardanger. Das gesamte Mittelalter hindurch hatte sie enge Beziehungen mit den Adelssitzen in Westnorwegen.
Der Hofname ist urkundlich von etwa 1220 an dokumentiert. Über die Bedeutung des Namens gibt es mehrere Vermutungen. Bis in das späte 13. Jahrhundert hinein war das Areal ein ungeteilter Besitz. Später wurde er unter Nachkommen aufgeteilt. Bis 1940 lebten neun Grundbesitzer auf dem Hof, der 80 bis 90 Gebäude umfasste.

## Das Museum heute
Die Besonderheit von Agatunet liegt darin, dass es sich um eine in situ erhaltene Siedlung und nicht um übertragene Häuser handelt. Agatunet liegt unterhalb des Berges Tveita, der die Häuser vor Lawinen schützt.
Das älteste erhaltene, etwa von 1250 stammende Gebäude ist  Lagmannsstova, ein einstöckiges Holzgebäude, das auf hohen steinernen Kellerwänden steht. Es wurde von dem Richter, Ritter und Ratsmitglied Sigurd Brynjolfsson, einem der Berater von König Eirik Magnusson erbaut. Das Holz stammt von der Insel Varaldsøy. Es ist das älteste erhaltene mittelalterliche Gebäude Norwegens, das auf seinem originalen Platz steht.

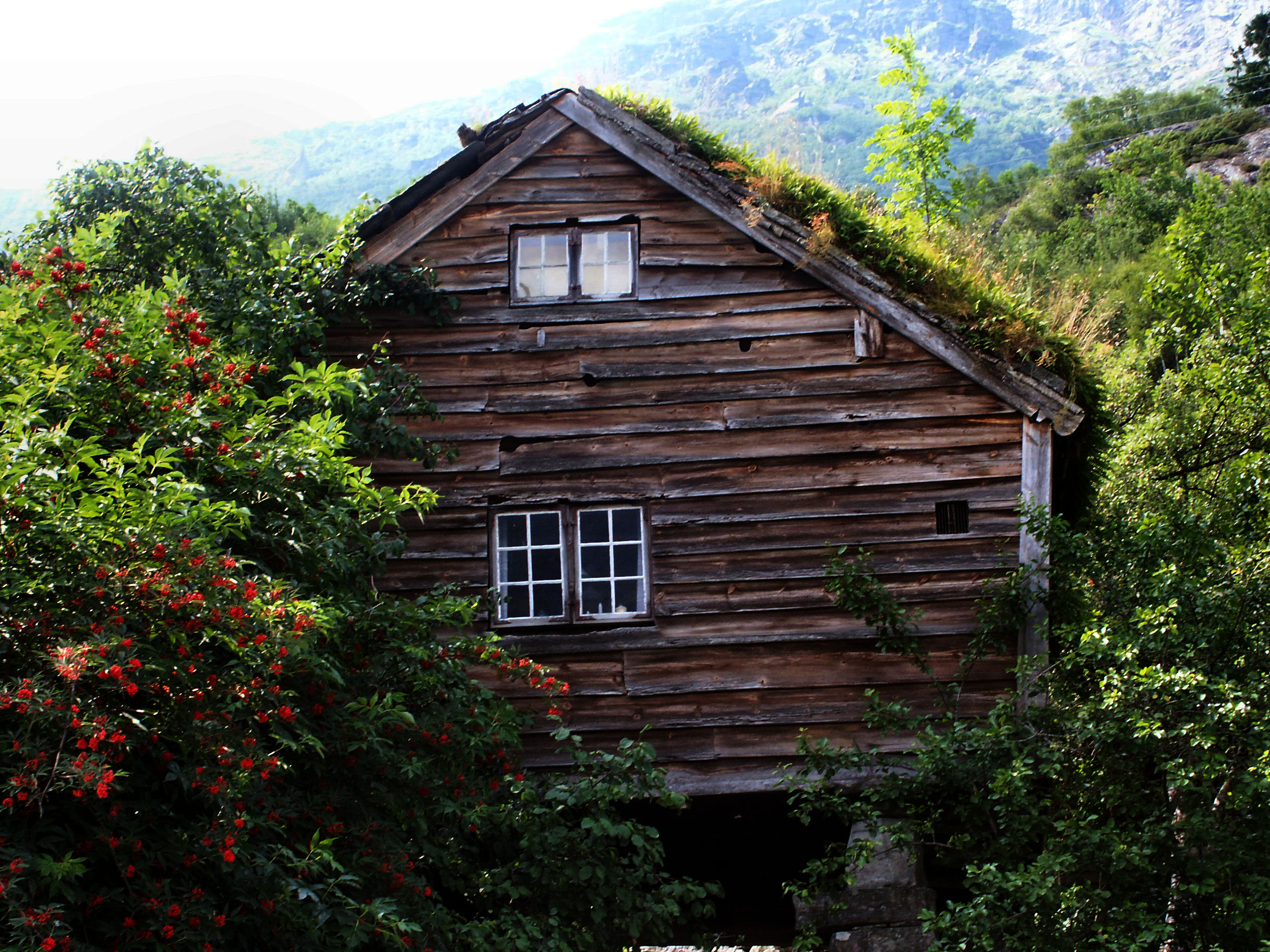
Agatunet
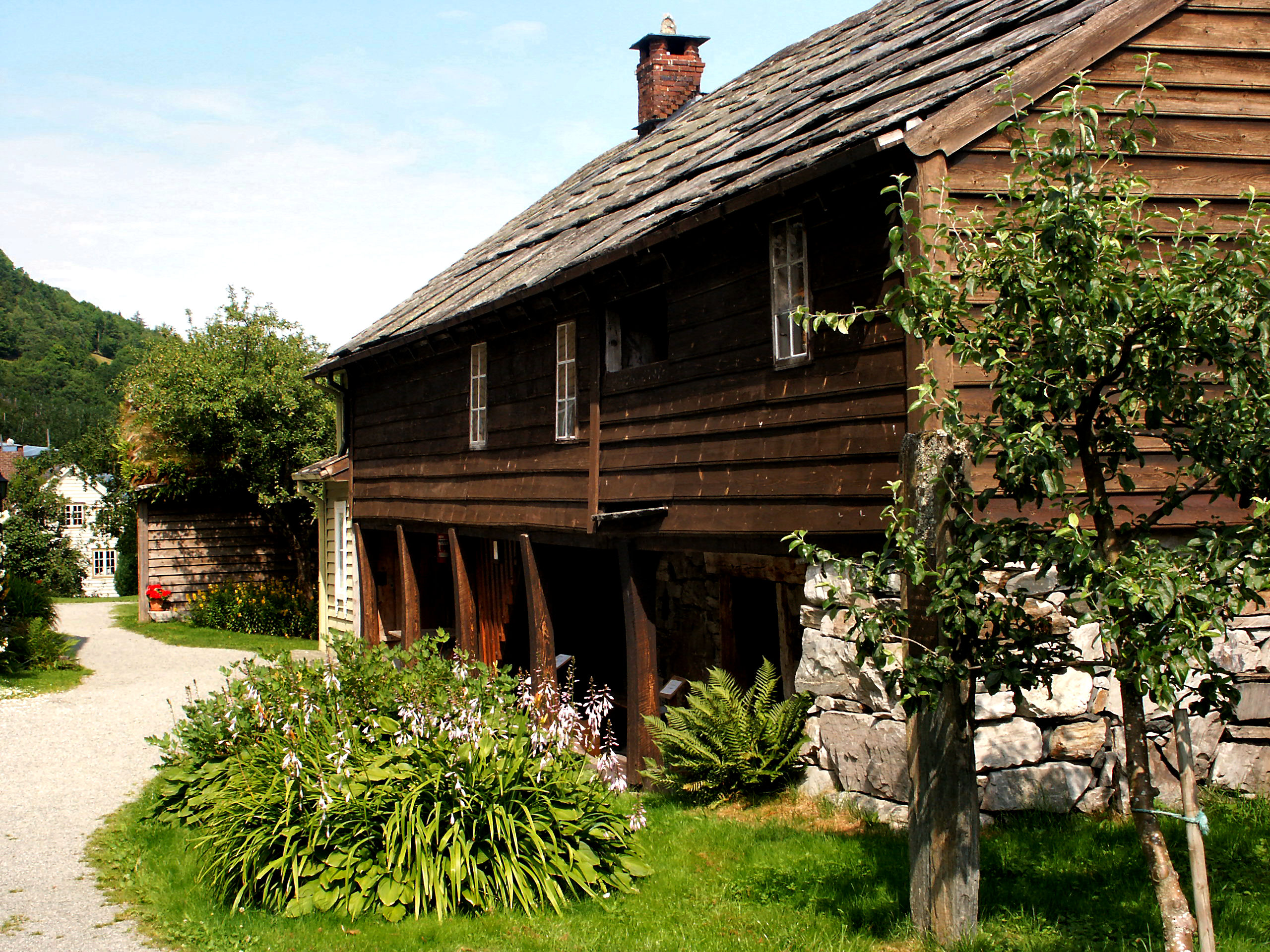
Lagmannsstova
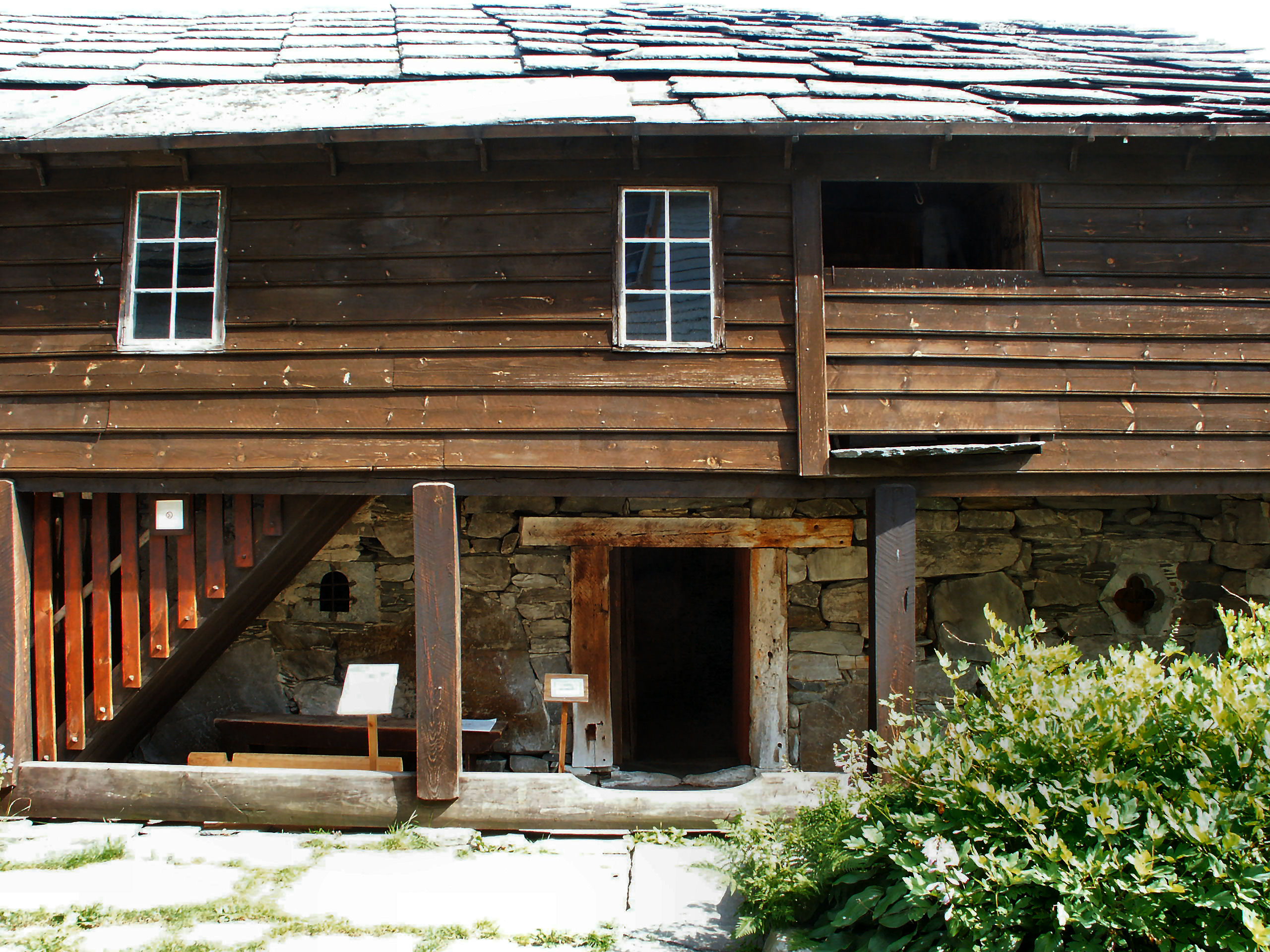
Lagmannsstova
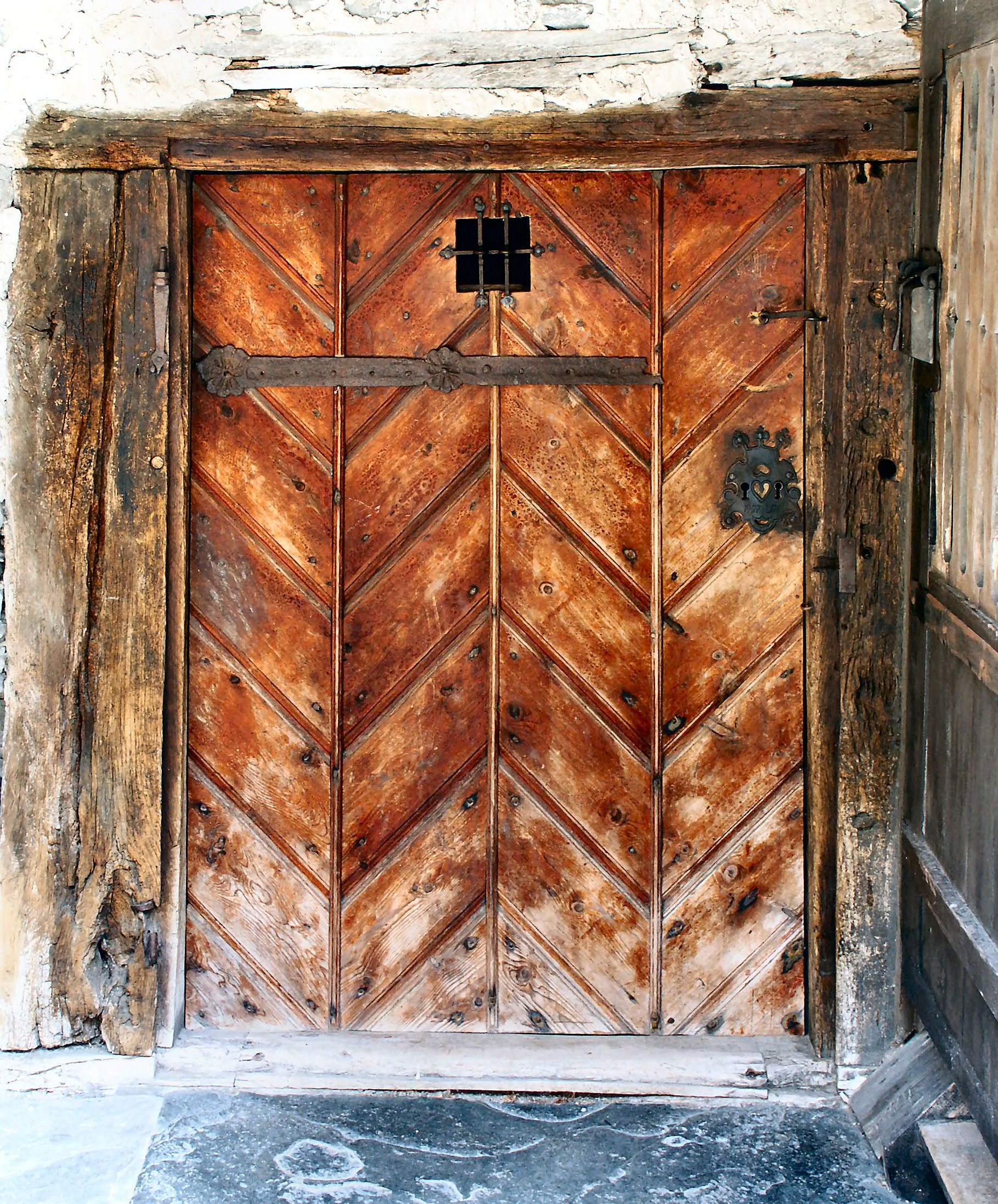
Lagmannsstova, Gefängnis
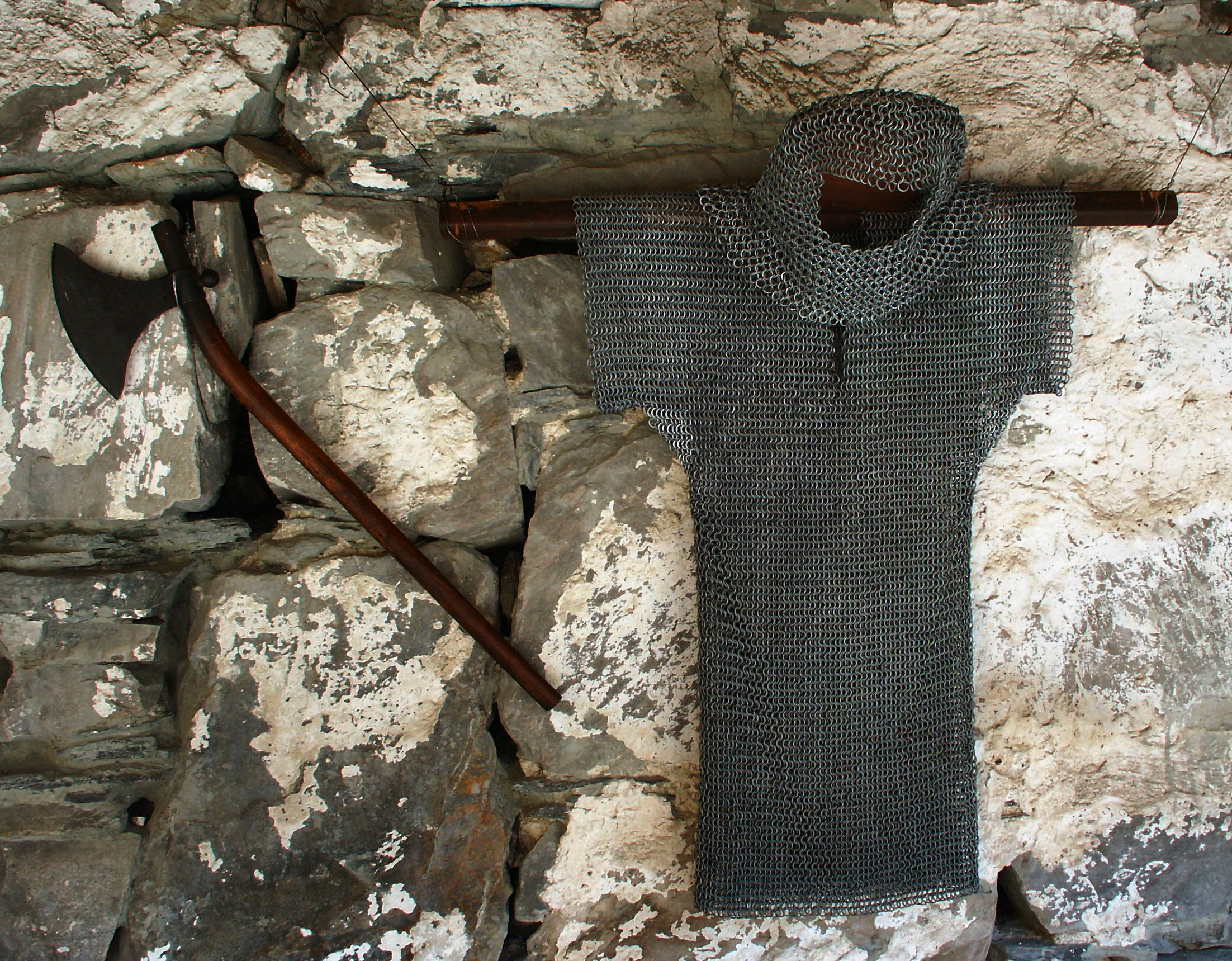
Lagmannsstova, Axt und Rüstung

## Weitere Freilichtmuseen
siehe Liste von Freilichtmuseen